# Aeropuerto Santos Dumont
El Aeropuerto Santos Dumont (Código IATA: SDU /Código OACI: SBRJ) es el segundo mayor aeropuerto de la ciudad de Río de Janeiro, Brasil, detrás del Aeropuerto Internacional de Galeão. El aeropuerto sirve enlaces regionales con otras ciudades de Brasil, y antiguamente servía destinos internacionales. El Aeropuerto Santos Dumont está situado a solo dos kilómetros del centro de la ciudad. El nombre del aeropuerto honra a la figura de Alberto Santos-Dumont, pionero de la aviación. Actualmente este aeropuerto es administrado por Infraero.

## Enlaces externos

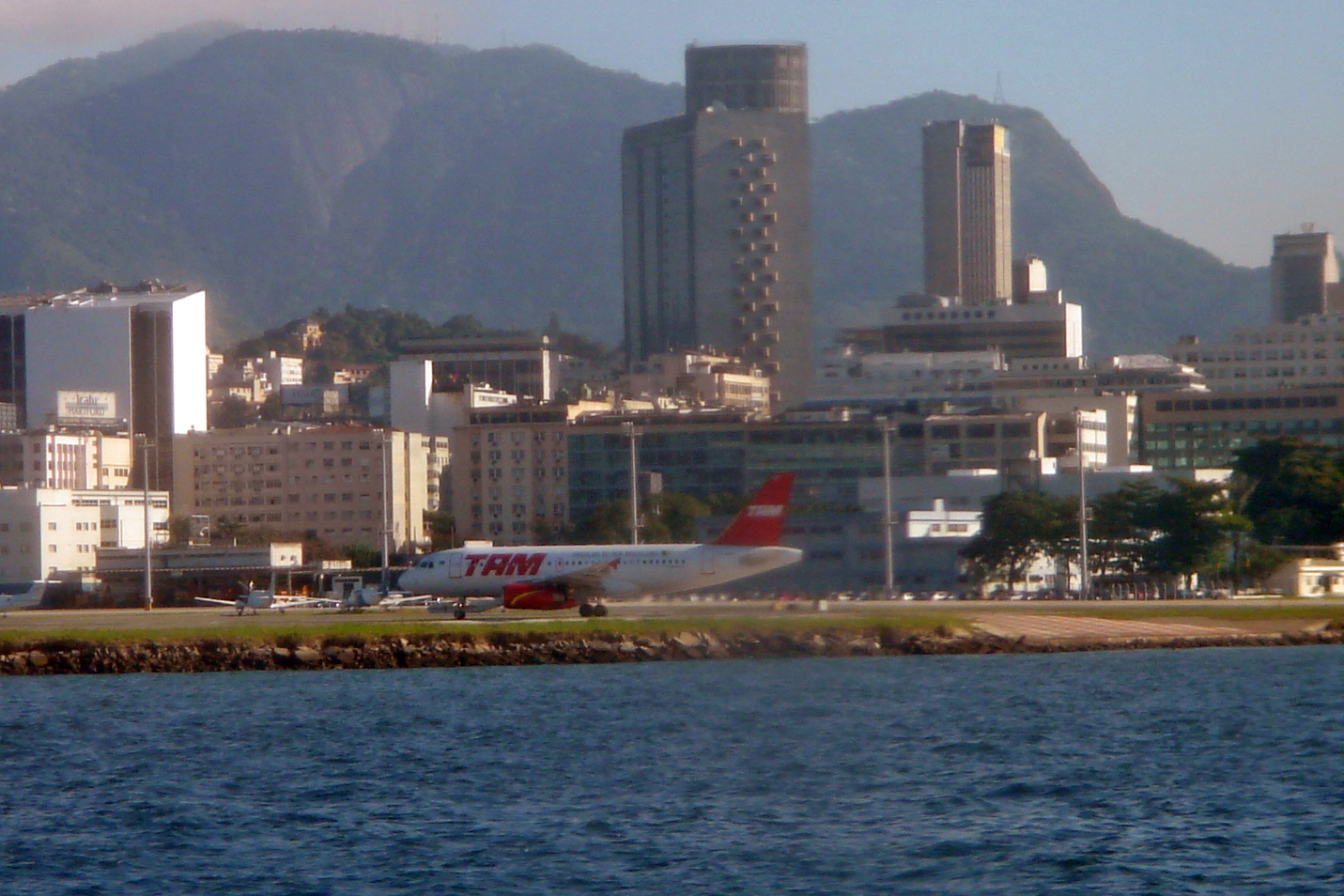
Airbus de TAM Linhas Aéreas despegando de la corta pista del Santos Dumont.
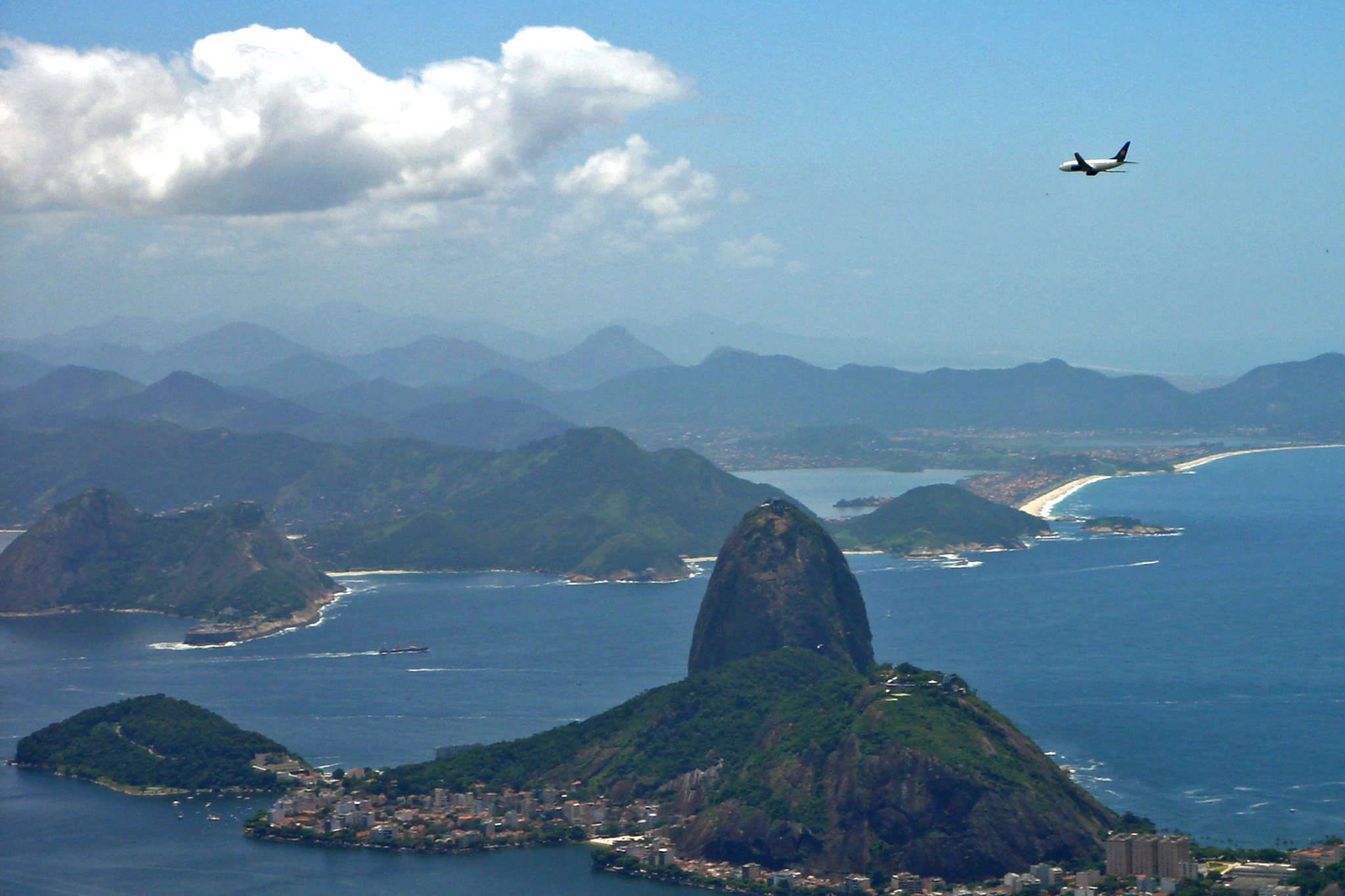
Boeing de VARIG maniobrando alrededor del Pan de Azúcar después de despegar del Santos Dumont.
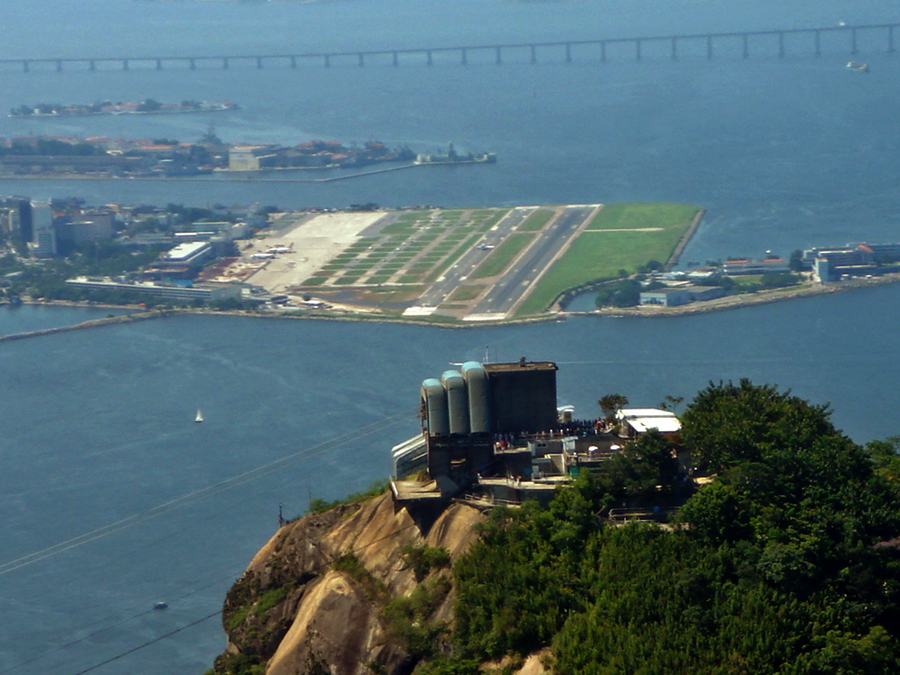
Vista aérea del Aeropuerto Santos Dumont en la Bahía de Guanabara. Al frente, el Pan de Azúcar y al fondo el Puente Río-Niterói
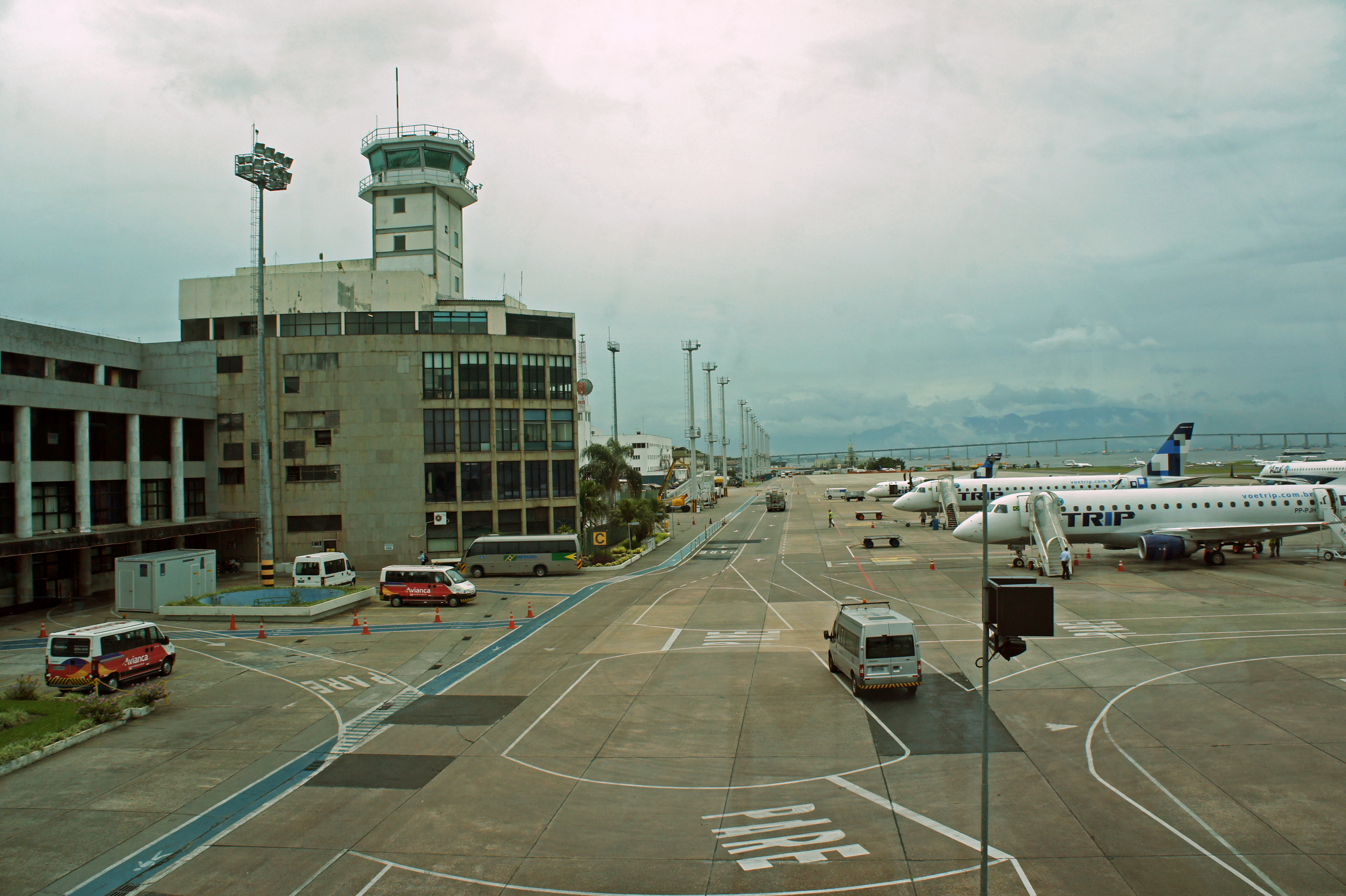
Torre de control y pista de llegada del Aeropuerto Santos Dumont

## Aerolíneas y destinos
| Aerolíneas                      | Ciudades | Alianza |
| ------------------------------- | --- | ------- |
| Azul Líneas Aéreas 12 destinos  | Nacionales: (12) Belo Horizonte / Campinas / Campos dos Goytacazes / Cuiabá / Curitiba / Goiânia / Navegantes / Porto Alegre / Porto Seguro / Aeropuerto de Congonhas / Aeropuerto Internacional de Guarulhos / Uberlândia / Vitória | N/A     |
| Gol Linhas Aéreas 11 destinos   | Nacionales: (6) Belo Horizonte / Brasilia / São Luís / São Paulo / São Paulo-GRU / Vitória | N/A     |
| LATAM Brasil 3 destinos         | Nacionales: (3) Belo Horizonte / Brasilia / Congonhas-SP / Guarulhos | N/A     |
| Voepass Líneas Aéreas 1 destino | Nacional: (1) Ribeirão Preto | N/A     |